# اندرو کروملین
اندرو کلود د لا چروئیز کروملین (انگلیسی: Andrew Claude de la Cherois Crommelin; ۶ فوریهٔ ۱۸۶۵ – ۲۰ سپتامبر ۱۹۳۹) اخترشناس اهل بریتانیا با تبار فرانسوی و قومی-مذهبی اوگنو بود که در کوشندان، شهرستان انتریم، ایرلند متولد شد. او در انگلستان در کالج مارلبرو و کالج ترینیتی، کمبریج تحصیل کرد. کروملین پس از مدتی تدریس در کالج لانسینگ، در سال ۱۸۹۱ شغلی دائمی برای خود در رصدخانه سلطنتی گرینویچ پیدا کرد. وی در سال ۱۸۸۸ به انجمن سلطنتی اخترشناسان بریتانیا پیوست و از سال ۱۹۲۹ تا ۱۹۳۱ رئیس این انجمن بود. در سال ۱۸۹۵ به انجمن اخترشناسی بریتانیایی (BAA) پیوست و از سال ۱۹۰۴ تا ۱۹۰۶ رئیس (پرزیدنت) آن بود و بخش دنباله‌دار آن را از ۱۸۹۸ تا ۱۹۰۱ و نیز ۱۹۰۷–۱۹۳۸ خود هدایت کرد.
در سال ۱۹۱۰ برای بررسی‌های خود در مورد دنباله‌دار هالی کروملین و و فیلیپ هربرت کوول به‌طور مشترک جایزه ژول جانسن را از انجمن اخترشناسی فرانسه دریافت کردند.
آن دو برای این موفقیت «جایزه لیندمن» را نیز از انجمن ستاره‌شناسی در آلمان دریافت کردند.
در سال ۱۹۱۴ کروملین کتاب مقدماتی نجوم را با عنوان «جهان ستاره» منتشر کرد.
کروملین چهار فرزند داشت که از این تعداد دو فرزند او در سال ۱۹۳۳ در یک سانحه کوهنوردی در پیلار راک، انردیل جان دادند. ادامهٔ مسیر اندرو کروملین از طریق دختر کروملین، آندرینا، به موفقیت رسید. نویسنده «مِی کروملین» یکی از عمو زاده‌های اندرو بود.
اندرو کروملین در مقام یک کارشناس خبرهٔ دنباله‌دارها، با محاسبهٔ مدارهای: «دنباله‌دار 1818 II»، «دنباله‌دار کوگیا-وینک 1873 VII» و «دنباله‌دار فوربس 1928 III» در ۱۹۲۹، پی برد و با محاسبه نشان داد که اینها همه فقط یک دنباله‌دار دوره‌ای واحد هستند. از این رو، این دنباله‌دار نامی نسبتاً نامناسب؛ (دنباله‌دار "Comet Pons-Coggia-Winnecke-Forbes")، را به‌خود گرفت و دریافت کرد. هشت سال پس از درگذشت اندرو، در سال ۱۹۴۸، این دنباله‌دار تنها به نام او و به افتخار او «دنباله‌دار کروملین» تغییر نام یافت (امروز، در نامگذاری مدرن، ۲۷پی/کروملین نامگذاری شده‌است). این مورد مشابهی با دنباله‌دار انکی است، جایی که دنباله‌دار دوره‌ای به نام فردی نامیده می‌شود که مدار را تعیین می‌کند نه کاشف یا کاشفان احتمالاً چندگانه در چند ظهور را. در سال ۱۹۳۷ کروملین و مری پروکتور به‌طور مشترک کتابی با عنوان "دنباله‌دارها: طبیعت، منشأ و جایگاه آنها در اخترشناسی" منتشر کردند.
کروملین با سفرهایی در چندین رویداد خورشید گرفتگی، از جمله در سال‌های ۱۸۹۶، ۱۹۰۰ و ۱۹۰۵ شرکت کرد. در سال ۱۹۱۹ او به سوبرا، در برزیل رفت، و میزان انحراف نور ناشی از میدان گرانشی خورشید را اندازه گرفت. نتایج حاصل از این مشاهدات در تأیید نظریهٔ نسبیت عام، که آلبرت انیشتین در سال ۱۹۱۶ پیشنهاد کرده بود، بسیار مهم بود.

## نام‌گذاری‌های افتخاری
- دنباله‌دار ۲۷پی/کروملین
- دهانه برخوردی کروملین در ماه
- دهانه برخوردی کروملین در مریخ
- سیارک ۱۸۹۹ کروملین[۲۲]